# Xochitepec (Morelos)
Xochitepec es una localidad del estado mexicano de Morelos. Es la cabecera del municipio de Xochitepec.

## Toponimia
El nombre «Xochitepec» proviene de los términos en náhuatl: xochitl, flor; tepetl, cerro; co, locativo. Su significado es «En el cerro de las flores».

## Demografía
| Gráfica de evolución demográfica |
|                                  |

| Censo | Población |
| ----- | --------- |
| 1900  | 1 411     |
| 1910  | 1 594     |
| 1921  | 1 103     |
| 1930  | 1 291     |
| 1940  | 1 532     |
| 1950  | 1 808     |
| 1960  | 2 538     |
| 1970  | 3 081     |
| 1980  | 2 349     |
| 1990  | 10 255    |
| 2000  | 15 521    |
| 2010  | 19 164    |
| 2020  | 21 862    |